# Pressure Points: Live in Concert
Pressure Points: Live in Concert è un album dal vivo del gruppo rock progressivo britannico Camel, pubblicato nel 1984.

## Tracce
Side 1
1. Pressure Points – 7:17
2. Drafted – 3:51
3. Captured – 3:02
4. Lies – 5:16
5. Sasquatch – 4:09

Side 2
1. West Berlin – 5:19
2. Fingertips – 4:48
3. Wait – 4:28
4. Rhayader – 2:29
5. Rhayader Goes To Town – 6:05